# Štít (851 m)
Štít (też: Bušina; 851 m n.p.m.) - „szczyt” w Krasie Słowacko-Węgierskim, w południowo-wschodniej Słowacji. Najwyższe wzniesienie Płaskowyżu Pleszywskiego. Ok. 800 m na południowy wschód od niego znajduje się niewiele niższe wzniesienie o nazwie Vlčí štít (845 m n.p.m.).
Najwyższe wzniesienie Płaskowyżu Pleszywskiego znajduje się na jego północnym skraju. Oglądane od strony południowej ma formę nieznacznego, kopulastego wypiętrzenia, wznoszącego się na ok. 30 m ponad otaczający je teren. Natomiast w kierunku północnym opada jednym, 500-metrowym rzutem, lokalnie stromymi stokami, ku miejscowości Honce w dolinie  Hončianskiego potoku. Budują je jasne, organodetrytyczne wapienie tzw. steinalmskie, pochodzące ze środkowego triasu.
W przeszłości wzniesienie Štítu uznawane było za dobry punkt widokowy, a panoramy z niego obejmowały widoki, poza tymi na bliższe tereny Krasu (Koniarska planina, Silická planina), również na Góry Wołowskie, Góry Stolickie czy Pogórze Rewuckie. Obecnie wzniesienie jest porośnięte lasem, a widoki są fragmentaryczne i bardzo ograniczone.
Štít znajduje się w granicach Parku Narodowego Kras Słowacki. Fragment jego północnych zboczy obejmuje Rezerwat przyrody Gerlašské skaly. Nie prowadzi nań żaden znakowany szlak turystyczny.